# Salm-Reifferscheid
Salm-Reifferscheidt is een adellijk geslacht, dat zijn oorsprong vindt in de burcht Reifferscheid in de Eiffel (thans gemeente Hellenthal). Na het huwelijk van Jan V van Reifferscheid-Bedbur met de erfgename van het graafschap Neder-Salm werd sind 1416 de titel graaf van Salm-Reifferscheid gevoerd.

## Voorgeschiedenis
Het grondgebied van het geslacht Salm werd in 1165 verdeeld in twee graafschappen: Neder-Salm in de Ardennen en Opper-Salm in de Vogezen. 

## Geschiedenis
De heren van Reifferscheid bezaten sinds 1394 ook de rijksheerlijkheid Dyck. In 1445 werden de heerlijkheden Alfter en Hackenbroich verworven. Met de heerlijkheid Alfter was het ambt van erfmaarschalk van het keurvorstendom Keulen verbonden. Bij de vorming van de kreitsen werd Reifferscheid aanvankelijk tot de Keur-Rijnse Kreits gerekend, maar na protesten van de leenheren Luxemburg en Keulen kwam er aan de rijksvrije status een eind.
In 1552 erkende Jan IX zijn heerlijkheden Reifferscheid en Bedburg als leen van het hertogdom Luxemburg.
In 1628 liet graaf Werner zich het predicaat Oudgraaf (Altgraf) verlenen om zich te onderscheiden van de graven van Salm uit de dynastie der Rijngraven.
Alleen de heerlijkheid Dyck gaf de graven toegang tot de Rijksdag.
In 1649 vond een deling plaats onder de zonen van de in 1639 overleden graaf Ernst Frederik:
- Erik Adolf kreeg het graafschap Neder-Salm met Bedburg.
- Ernst Salentijn kreeg Dyck.

In 1784 erfde Anton van Salm-Bedburg de heerlijkheid Raitz in Moravië. Hierdoor ontstond de tak Salm-Rreifferscheid-Raitz, die op 9 oktober 1790 tot rijksvorst werd verheven.
Door de inlijving van de linker Rijnoever door Frankrijk in 1797 ging de rijksheerlijkheid Dyck verloren. Daarnaast gingen de feodale rechten in de andere bezittingen verloren.
In de Reichsdeputationshauptschluss van 25 februari 1803 werd het volgende geregeld:
- in paragraaf 3 krijgt het huis Salm-Reifferscheid-Bedburg het ambt Krautheim van het voormalige keurvorstendom Mainz met het gerecht van de abdij Schönthal plus een jaarlijkse rente van 32.000 gulden uit Amorbach
- in paragraaf 3 kreeg de vorst van Salm-Reifferscheid voor het verlies van zijn graafschap Neder-Salm een jaarlijkse rente van 12.000 gulden uit Schönthal
- in paragraaf 3 kreeg de graaf van Reifferscheid-Dyck een jaarlijkse rente van 28.000 gulden uit de bezittingen van het kapittel te Frankfurt.
- in paragraaf 6 kreeg de vorst van Salm-Reifferscheid voor het verlies van zijn graafschap Neder-Salm een jaarlijkse rente van 12.000 gulden te betalen door de keurvorst van Württemberg.

Opmerkelijk is dat de tak Dyck, die vertegenwoordigd was in de rijksdag geen nieuw gebied krijgt toegewezen en de tak Bedburg, die niet vertegenwoordigd was wel.
zie verder Salm-Reifferscheid-Krautheim

## Altgraven van Salm-Reifferscheid
- Otto (1416-1455)
- Johan I (1455-1475)
- Johan II (1475-1479)
- Peter (1479-1505)
- Johan III (1505-1529)
- Johan IV (1529-1555)
- Werner (1555-1629)
- Ernst Frederik (1629-1639)